# Maritime Verkehrssicherung

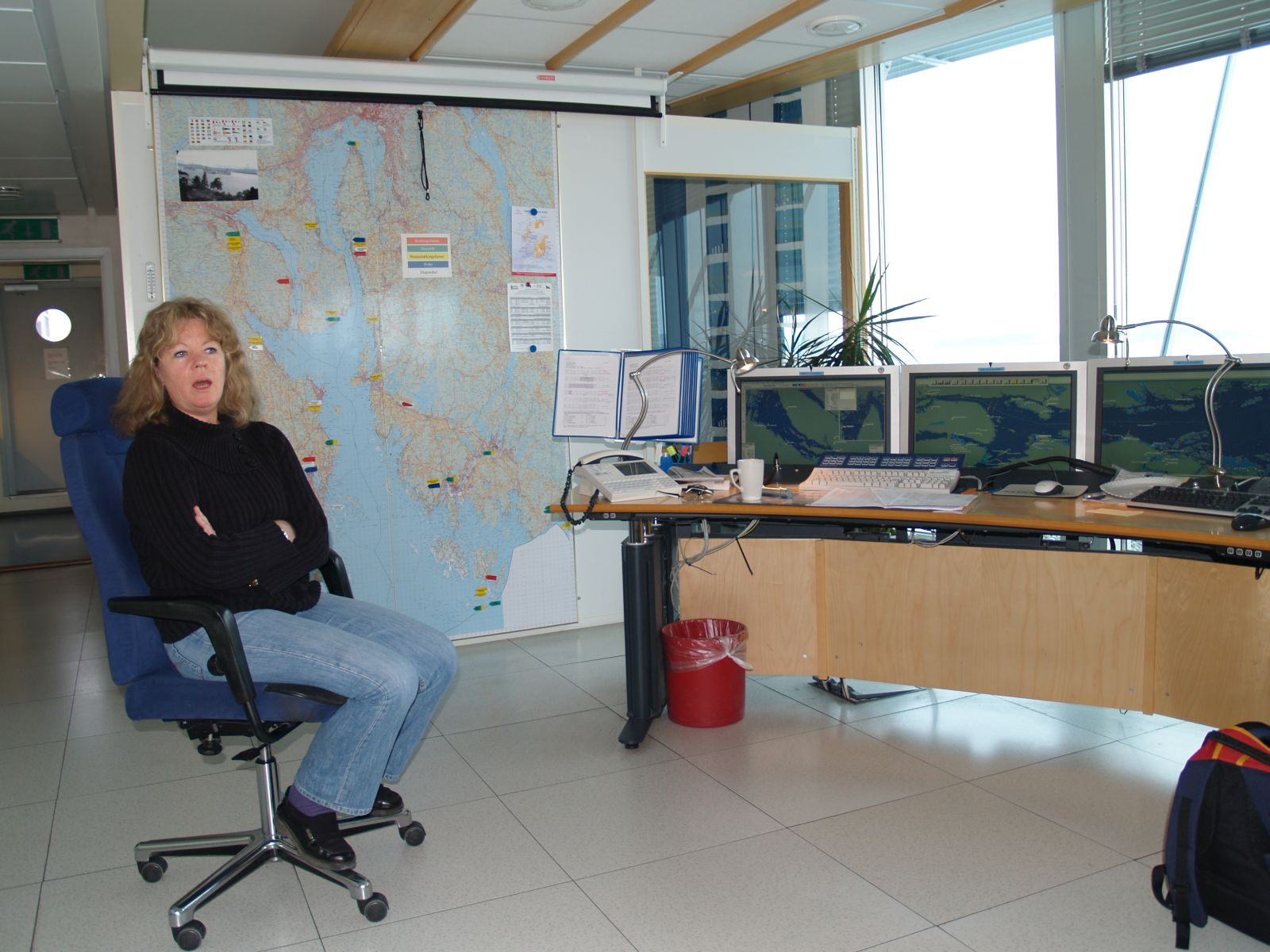
VTS-Zentrale Horten im Oslo-Fjord

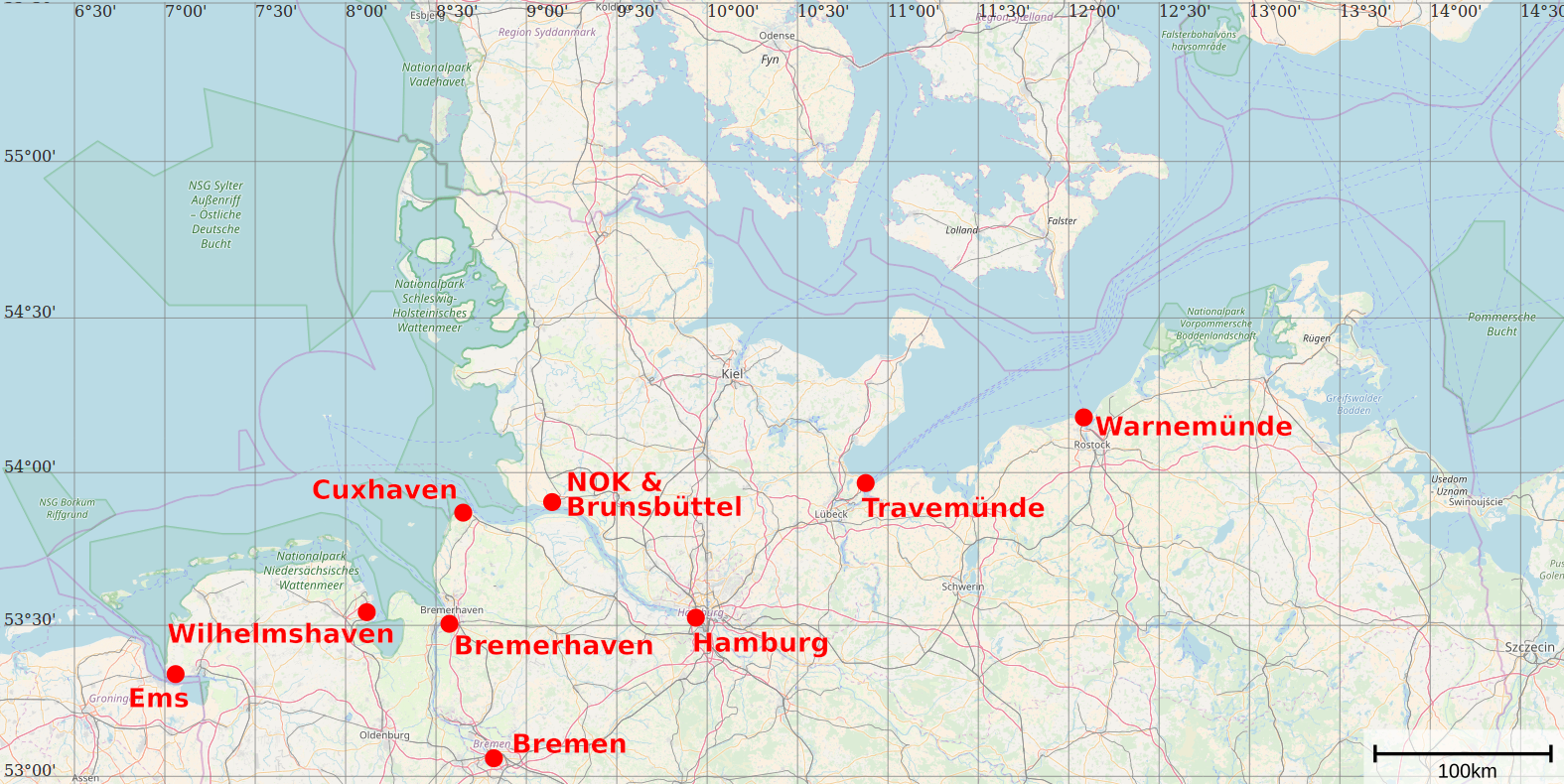
Lage der Verkehrszentralen an der deutschen Küste

Die Maritime Verkehrssicherung ist eine Dienstleistung im Rahmen der Verkehrssicherung für die Seeschifffahrt und ist für Deutschland die Implementierung des weltweiten Vessel Traffic Service (VTS).
Zur Umsetzung der international gültigen Vorgaben hat die zuständige Behörde für die Verkehrssicherung so genannte Verkehrszentralen eingerichtet, um den Schiffsverkehr in den deutschen Hoheitsgewässern der Nord- und Ostsee zu überwachen. Arbeitsplattform ist ein VTS-Computersystem für Schiffsverkehrsdienste, das der Auswertung und Darstellung sämtlicher Informationen zum Schiffsverkehr dient. Dadurch können die Nautiker in den Verkehrszentralen für einen sicheren, geordneten und reibungslosen Schiffsverkehr innerhalb des überwachten VTS-Gebiets sorgen.
Ähnliche Einrichtungen für die Binnenschifffahrt werden in Deutschland als Revierzentrale bezeichnet.

## Rechtliche Grundlagen

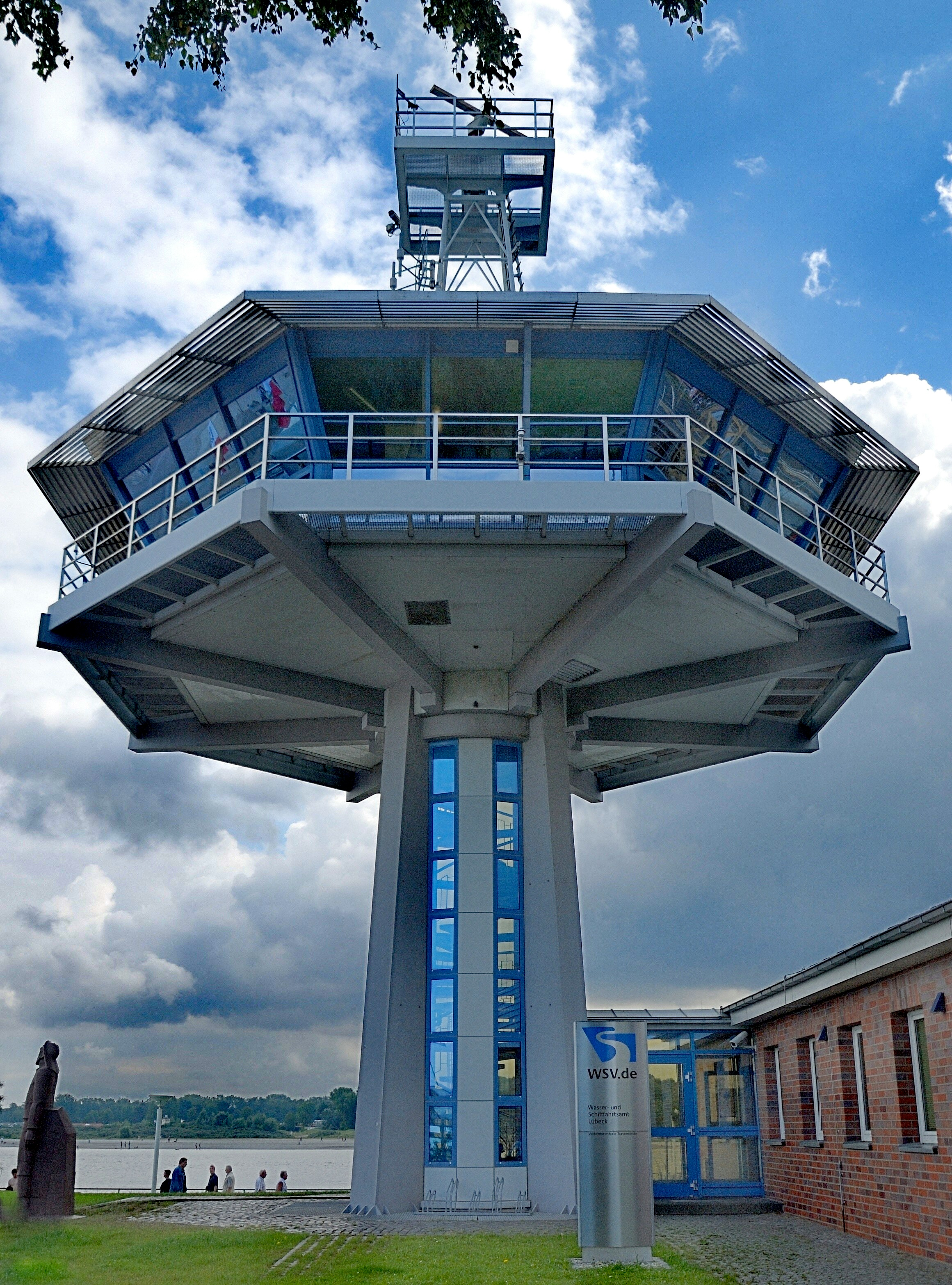
Verkehrszentrale Travemünde

Grundlage der maritimen Verkehrssicherung bildet die UN-Konvention zur Schiffssicherheit SOLAS (International Convention for the Safety of Life at Sea), die von der Internationalen Seeschifffahrts-Organisation IMO (International Maritime Organization) herausgegeben wird. Mit Ratifizierung dieser Konvention durch den Bundestag mussten die Vorgaben in deutsches Recht umgesetzt werden, die sich im Bundeswasserstraßengesetz und dem Seeaufgabengesetz sowie den darauf aufbauenden Verordnungen (Schiffssicherheitsverordnung und Seeschifffahrtsstraßen-Ordnung) wiederfinden. Die verantwortliche Durchführung der Aufgaben liegt in den Händen der Wasserstraßen- und Schifffahrtsverwaltung des Bundes (WSV) beim Bundesministerium für Verkehr und digitale Infrastruktur (BMVI). Zentrale Behörde ist die Generaldirektion Wasserstraßen und Schifffahrt (GDWS), der die regional agierenden Wasserstraßen- und Schifffahrtsämter (WSÄ) unterstehen.
Die maritime Verkehrssicherung ist integraler Bestandteil des Systemkonzepts Maritime Verkehrssicherheit der GDWS, das dem Sicherheitskonzept Deutsche Küste folgt. Der IMO-Vorgabe folgend wurden dafür bei den WSÄ insgesamt neun Verkehrszentralen an Nord- und Ostsee eingerichtet. Eine zehnte Zentrale für den Hamburger Hafen wird als Nautische Zentrale von der Hamburger Hafenverwaltung HPA (Hamburg Port Authority) betrieben. Ihnen obligt die Ordnung und Überwachung des Schiffsverkehrs im Rahmen der rechtlichen Vorgaben als Schifffahrtspolizei.

## Aufgaben

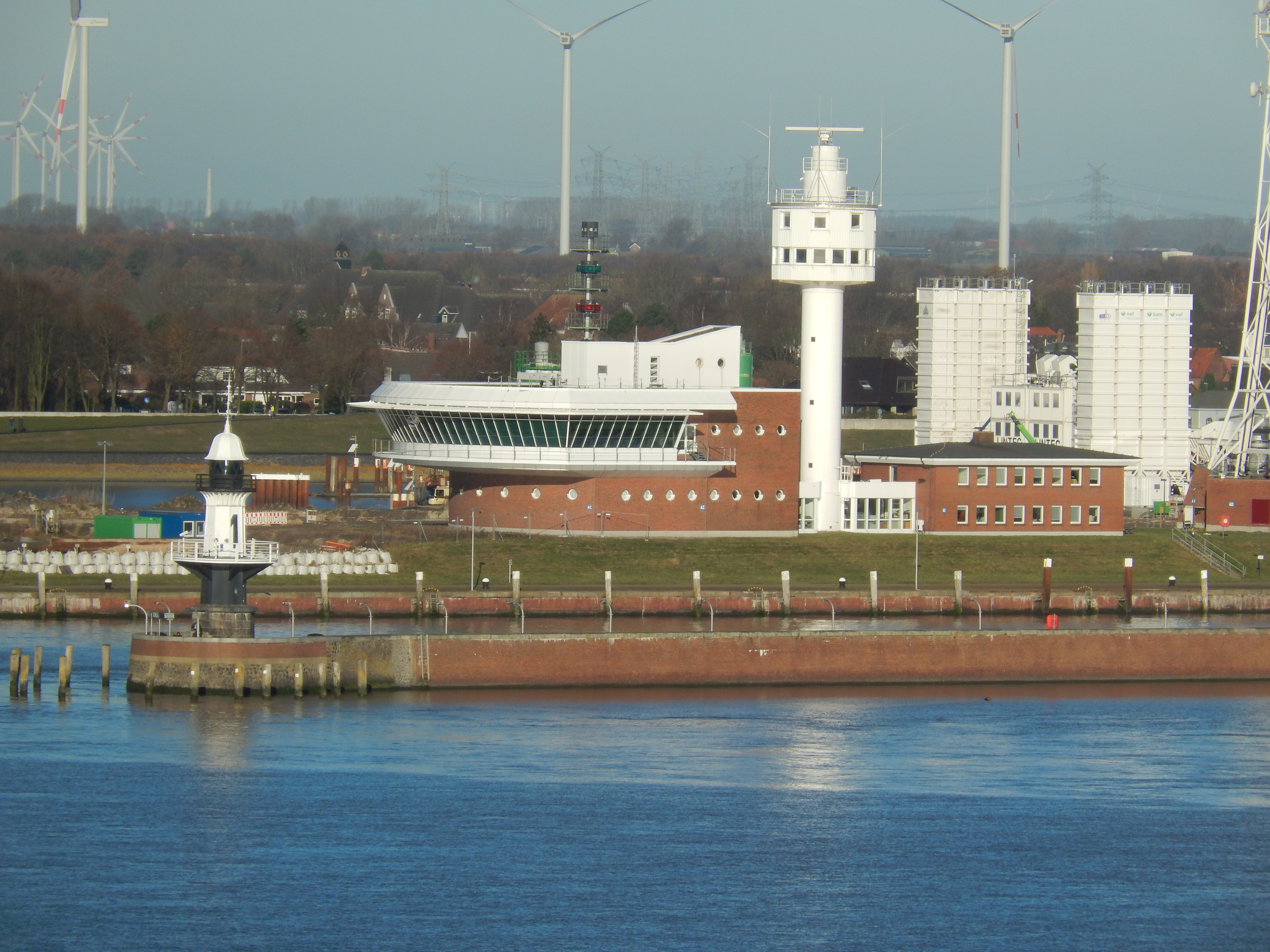
Verkehrszentrale Brunsbüttel

Durch die maritime Verkehrssicherung sollen Unfälle und Gefahren für menschliches Leben und die Gesundheit vermieden und die Schiffe, deren Ladung und die natürliche Umwelt geschützt werden. Dies erfordert u. a. folgende Maßnahmen und Dienste, die rund um die Uhr für die Schifffahrt verfügbar sein müssen, um die Sicherheit und Leichtigkeit des Schiffsverkehrs jederzeit zu gewährleisten:
- Verkehrsinformation
- Verkehrsunterstützung
- Verkehrsregelungen
- Verkehrslenkung (z. B. auf dem Nord-Ostsee-Kanal)
- Notfallmeldungen

Zur präventive Gefahrenabwehr müssen mögliche Risiken, wie beispielsweise Kollisionen oder das Auflaufen von Schiffen auf Grund, rechtzeitig erkannt und verhindert werden. Dazu ist eine durchdachte, den Verkehrsstrukturen und Sicherheitsbedürfnissen angepasste Verkehrswegeführung notwendig, die den hydrologischen, morphologischen und wirtschaftlichen Anforderungen folgt. Um die Risiken zu minimieren, können Verkehrstrennungsgebiete ausgewiesen werden, um gegenläufige Verkehrsströme räumlich voneinander zu trennen. Zur Navigationshilfe müssen Schifffahrtszeichen zur Markierung und Abgrenzung der Seeschifffahrtsstraßen ausgelegt und betrieben werden, um den Schiffen eine gefahrlose und sichere Fahrt zu gewähren. Die Bewältigung der Aufgaben erfordert eine kontinuierliche Erfassung, Beobachtung und Überwachung des gesamten Schiffsverkehrs, damit ggf. frühzeitig regelnd darauf eingegriffen werden kann.

## Maritime Verkehrstechnik

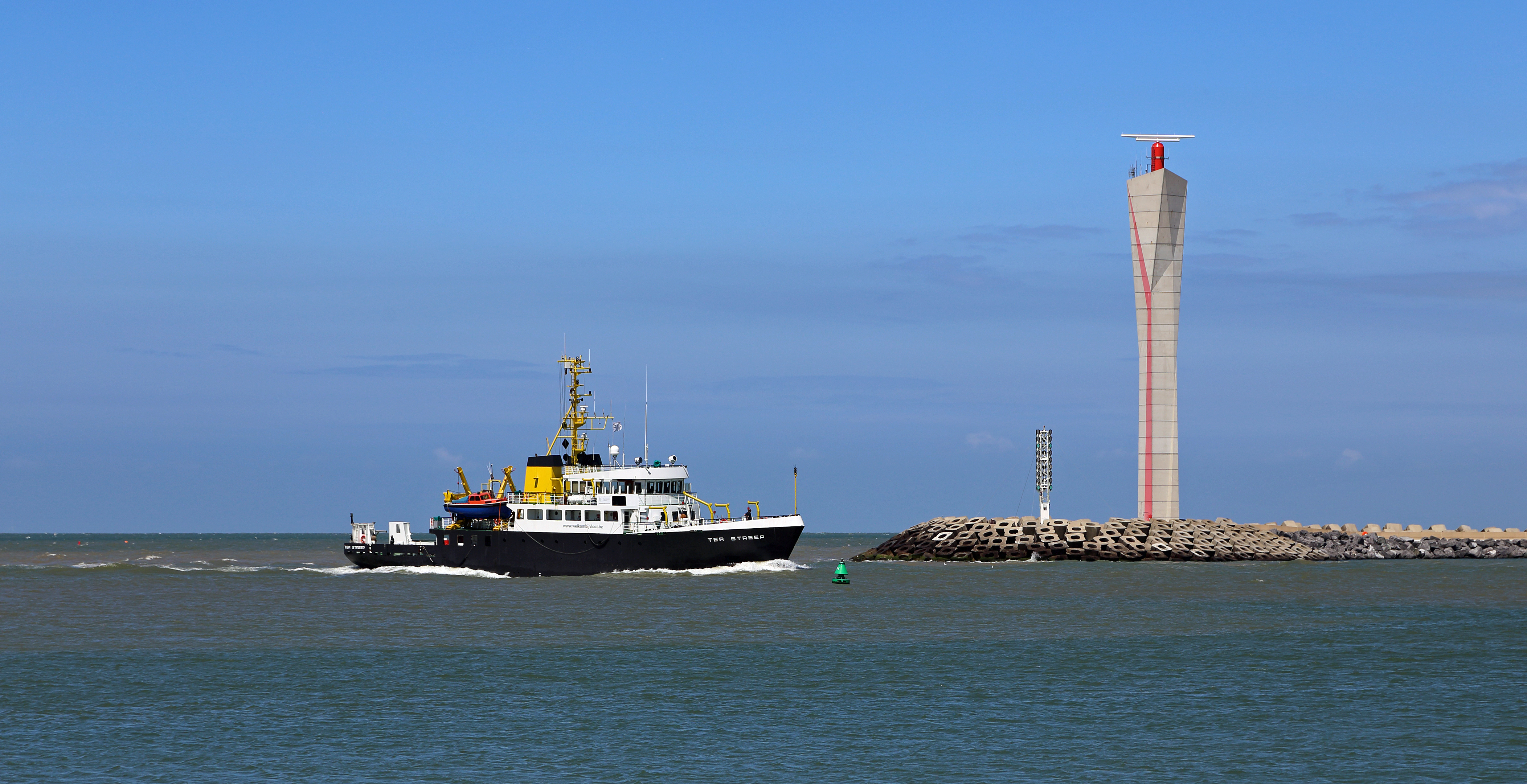
Ostende mit einem Radarturm der Schelde-Radar-Kette

Auch wenn die klassischen Leuchttürme und Seezeichen weiterhin vorhanden und betrieben werden, haben in den letzten Jahrzehnten die auf Funktechnik, Radar, Differential-GPS und Datenverarbeitung basierenden Systeme an Bedeutung gewonnen. Die wichtigsten Daten liefern die Radarstationen im Revier und das Automatische Schiffsidentifizierungssystem AIS (Automatic Identification System), das dem automatisierten Datenaustausch von Angaben zu Schiffsgröße, Position, Geschwindigkeit und Fahrtrichtung dient. Hinzu kommen visuelle Informationen über Kamerasysteme (CCTV), die Daten zum aktuellen und erwarteten Wettergeschehen bzgl. Wind und Sichtverhältnisse sowie Angaben zu den Wasserständen im Revier. Zusammen mit den Zuständen der Schifffahrtszeichen bilden diese Systeme im Sprachgebrauch der GDWS die Grundlage der Maritimen Verkehrstechnik. Wissenschaftlich wird die Technik als Verkehrstelematik bezeichnet.
Damit werden die Positionen und Bewegungen der Schiffe laufend erfasst und verfolgt und jedes Schiff kann sicher auf seinem Weg Richtung Ziel begleitet und entsprechend den nautischen Anforderungen geführt werden. Die eigentliche Überwachung und Führung der Schiffe im Wachbereich obliegt den Nautikern (VTS-Operateuen) in den Verkehrszentralen, die sich in der Mehrzahl aus erfahrenen Kapitänen rekrutiert. Sie bedienen und beobachten das VTS-System mit der dargestellten Verkehrssituation und den zugehörigen Messwerten. Aufgrund ihres Wissens und ihrer Erfahrung bewerten sie die Gesamtsituation und greifen bei Bedarf regelnd ein. Zentrales Kommunikationsmittel ist der Sprechfunk auf Ultrakurzwelle.
In Deutschland betreibt die GDWS die maritime Verkehrstechnik mit:
- rund 200 Leuchttürme und Leuchtfeuer
- ca. 1000 befeuerte und 2700 unbefeuerten Schifffahrtszeichen (Tonnen)
- 41 UKW-Seefunkstationen
- 35 AIS-Landstationen
- 47 Radarstationen
- drei D-GPS-Stationen

## Geschichte
Die ersten Versuche mit Radarzentralen in Deutschland wurden Anfang der 1960er Jahre in Cuxhaven, Brunsbüttel und Bremerhaven gemacht. Am 6. September 1965 wurde in Bremerhaven die erste dauerhafte Radarzentrale in Betrieb genommen.

## Verkehrszentralen

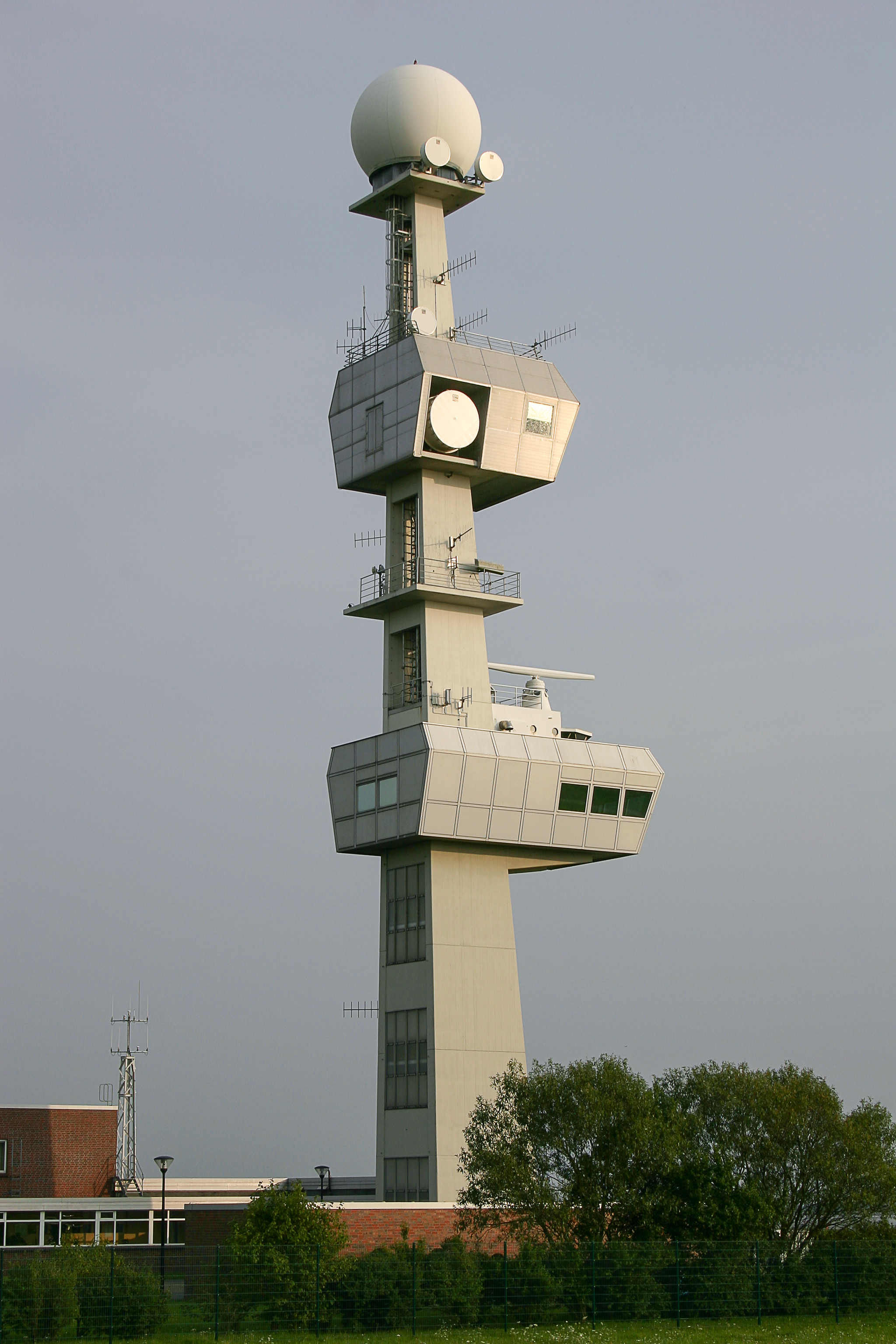
Verkehrszentrale Ems

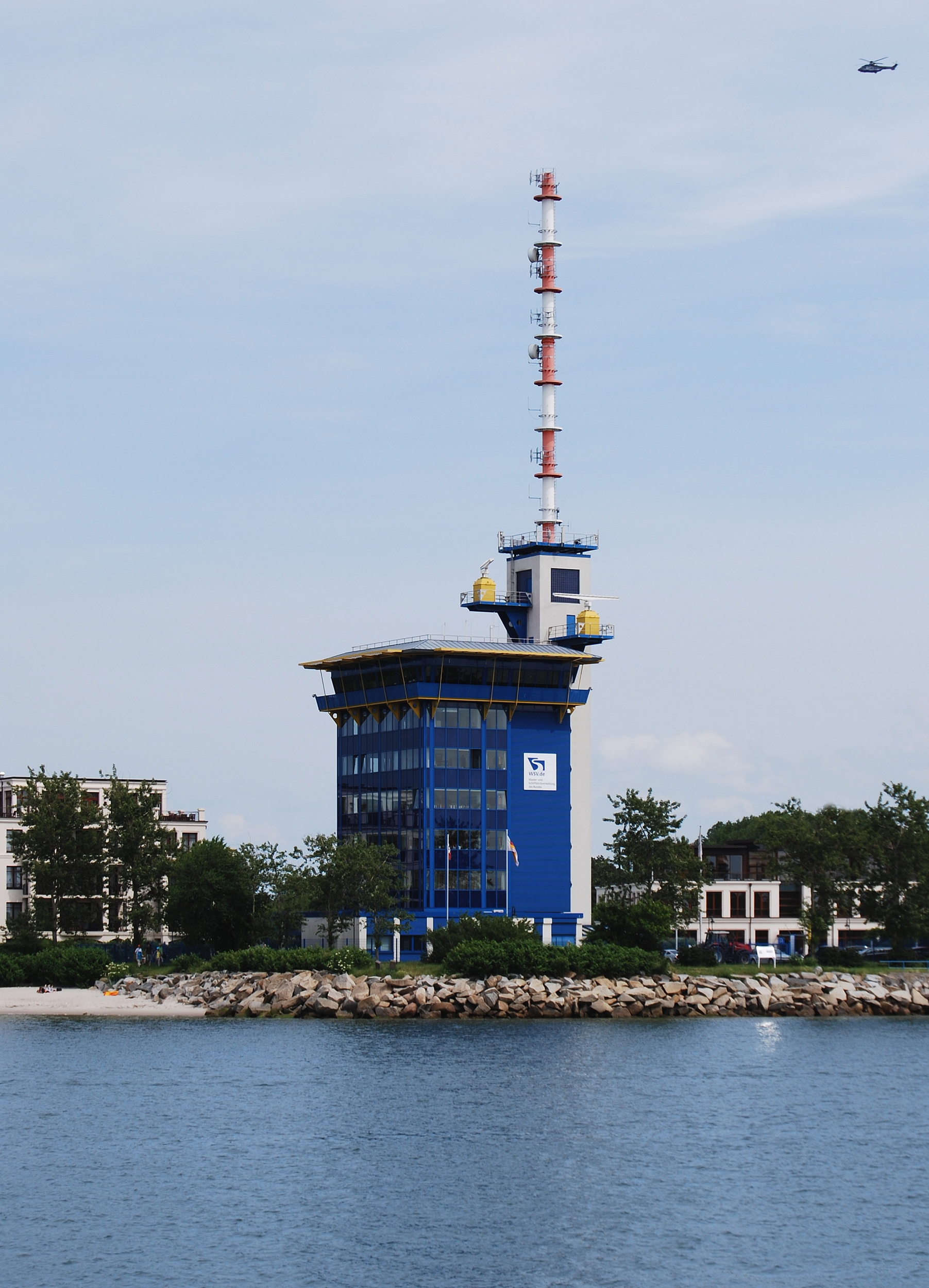
Verkehrszentrale Warnemünde

Als Instrument zur maritimen Verkehrssicherung sorgen die Verkehrszentralen für die Abwehr von Gefahren, die Sicherheit und Leichtigkeit des Verkehrs sowie die Verhütung der von der Schifffahrt ausgehenden Gefahren und schädlichen Umwelteinwirkungen. Jede Verkehrszentrale ist jeweils für ein oder mehrere nautische Reviere zuständig, die bei der GDWS als traffic bezeichnet werden. Dadurch kann ein Schiff von der Ansteuerung auf See bis zum Zielhafen begleitet werden. Insgesamt ist das deutsche Küstengebiet zwischen der niederländischen, der dänischen und der polnischen Grenze in 23 Reviere aufgeteilt.
Für jeden traffic ist ein Wachtisch vorhanden, von dem aus in drei Schichten rund um die Uhr qualifizierte Nautiker und Nachrichtentechniker den Schiffsverkehr in ihrem Zuständigkeitsbereich beobachten, überwachen und Hilfestellung für die Kapitäne und Lotsen an Bord der Schiffe leisten. Bei Bedarf können sie regelnd eingreifen, um einen möglichst effizienten Verkehrsablauf zu ermöglichen. Zur Gefahrenabwehr dürfen sie Anweisungen an die betroffene Schiffsführung abgeben, um diese zu einem bestimmten Tun, Dulden oder Unterlassen zu zwingen.
Bei Bedarf oder auf Anforderung können die Nautiker jederzeit den Schiffsführern Unterstützung bei der Navigation bieten. Als regelmäßiger Dienst werden Informationen über Verkehrs- und Wetterlage im Revier verbreitet. Die stündlichen Lagemeldungen enthalten Angaben zu Wind, Wasserständen, Sichtweiten und den Zustand der Wasserstraßen. Diese informieren auch über Besonderheiten im Revier, wie z. B. Offshorebauwerke, Baustellen, Baggerarbeiten, außergewöhnliche Fahrzeuge oder militärische Übungen. Außerdem nehmen sie die Schiffsmeldungen zur Weiterverarbeitung entgegen, wachen über die Einhaltung der Verkehrsvorschriften und erteilen Genehmigungen und Befreiungen.
Daneben sind die Verkehrszentralen für die Aufrechterhaltung der Wasserstraßen in einem für die Schifffahrt erforderlichen Zustand verantwortlich und sorgen für die Überwachung der Funktion, Position und Unterhaltung der festen und schwimmenden Seezeichen. Alle technischen Einrichtungen dieser Außenstationen werden über die Verkehrszentralen fernbedient und überwacht und Nachrichtentechniker sorgen für die Aufnahme, Übertragung, Verarbeitung und Speicherung aller Informationen und die Wartung aller technischen Einrichtungen. Mit Hilfe des küstenweiten Datennetzes der GDWS werden alle anfallenden Daten und externen Informationen in den Verkehrszentralen gesammelt, ausgewertet und zur Darstellung der Verkehrssituation im VTS-System aufbereitet.
Nach einem Unfall im Revier erfolgt durch die Verkehrszentrale das Notfallmanagement mit Einleitung der Sofortmaßnahmen in der Unfallbekämpfung und die Alarmierung der Wasserstraßen- und Schifffahrtsämter und ggf. des Havariekommandos. Bei Seenotfällen wird die Rettungsleitstelle See in Bremen eingeschaltet, die mit den Rettungsbooten der DGzRS schnelle Hilfe bei SAR-Einsätzen leisten kann.
| Verkehrszentrale VZ        | Behörde                | Rufname und Revier | Ort                                                      |
| -------------------------- | ---------------------- | --- | -------------------------------------------------------- |
| VZ Ems                     | WSA Ems-Nordsee        | - Ems Traffic: Emsmündung mit Dollart und Außenems | westlich von Emden an der Knock, ⊙                       |
| VZ Wilhelmshaven           | WSA Weser-Jade-Nordsee | - North Coast Traffic: ostfriesische Inseln - Jade Traffic: Innenjade und Außenjade zwischen Ansteuerung nordwestlich von Wangerooge und Wilhelmshavener Häfen - German Bight Traffic: südlicher Teil der Deutschen Bucht | Wilhelmshaven, Schleusenstraße, ⊙                        |
| VZ Bremerhaven             | WSA Weser-Jade-Nordsee | - Bremerhaven Weser Traffic: Außenweser bis zur Ansteuerung nördlich von Wangerooge (inkl. Fahrwasser Alte Weser) und Unterweser nördlich von Brake-Käseburg | Bremerhaven, am alten Vorhafen, ⊙                        |
| VZ Bremen                  | WSA Weser-Jade-Nordsee | - Bremen Weser Traffic: Unterweser zwischen Brake und Bremen - Bremen Hunte Traffic: Hunte bis Oldenburg | Bremen, an der Wilhelm-Kaisen-Brücke,⊙                   |
| VZ Cuxhaven                | WSA Elbe-Nordsee       | - German North Sea Traffic: Nordsee nordwestlich von Helgoland - Westcoast Traffic: nordfriesische Westküste - Cuxhaven Elbe Traffic: Außenelbe von der Ansteuerungstonne bis zur Elbemündung und Unterelbe bis Ostemündung | Cuxhaven, Am alten Hafen 2, ⊙                            |
| VZ Brunsbüttel             | WSA Elbe-Nordsee       | - Brunsbüttel Elbe Traffic: Unterelbe und Nebenflüsse von Ostemündung bis Hamburger Landesgrenze | Brunsbüttel, auf der Schleuseninsel, ⊙                   |
| VZ Nord-Ostsee-Kanal       | WSA Nord-Ostsee-Kanal  | - Kiel-Kanal I bis IV: Nord-Ostsee-Kanal | Brunsbüttel, auf der Mittelinsel der großen Schleusen, ⊙ |
| Nautische Zentrale Hamburg | Hamburg Port Authority | - Hamburg Port Traffic: Unterelbe innerhalb der Stadt Hamburg (zwischen Tinsdal und Oortkaten) und im Hamburger Hafen | Hamburg-Waltershof, am Lotsenhaus Seemannshöft, ⊙        |
| VZ Travemünde              | WSA Ostsee             | - Kiel Bight Traffic: Kieler Bucht bis Flensburger Förde - Kiel Traffic: Kieler Förde und Hafen Kiel - Fehmarnbelt Traffic: Fehmarnbelt - Trave Traffic: Lübecker Bucht von Travemünde bis zur Insel Fehmarn - Wismar Traffic: Hafen Wismar und Wismarer Bucht                                                                         | Lübeck-Travemünde, Am Leuchtenfeld 12, ⊙                 |
| VZ Warnemünde              | WSA Ostsee             | - Kadetrenden Traffic: Kadetrinne - Warnemünde Traffic: Mecklenburger Bucht vor Warnemünde bis Darßer Ort - Stralsund Traffic: Ostsee zwischen Darßer Ort und Rügen mit Strelasund - Sassnitz Traffic: Ostsee vor Rügen vom Kap Arkona bis zum Kap Nordperd - Wolgast Traffic: Pommersche Bucht vom Greifswalder Bodden bis Swinemünde | Warnemünde, Rostock-Hohe Düne, ⊙                         |

## Zusammenarbeit
Um einen möglichst sicheren und leichten Schiffsverkehr im Revier zu gewährleisten, arbeiten die Verkehrszentralen eng in einem Netzwerk verschiedener Partner zusammen.
- Deutscher Wetterdienst
- Wasserstraßen- und Schifffahrtsämtern
- Hafenämtern (Port Authority) und Behörden
- Lotsenbrüderschaften
- benachbarte Verkehrszentralen
- Bundesamt für Seeschifffahrt und Hydrographie, Rostock
- Maritimes Sicherheitszentrum, Cuxhaven

## Sonstiges
In Deutschland sind die Verkehrszentralen auch zuständig für den Maritime Assistance Services.
Am Maritimen Simulationszentrum Warnemünde auf dem Campus des Bereiches Seefahrt Warnemünde der Hochschule Wismar befindet sich seit 1999 ein Simulator für Verkehrszentralen (VTSS).